# Euphorbia franksiae
Euphorbia franksiae är en törelväxtart som beskrevs av Nicholas Edward Brown. Euphorbia franksiae ingår i släktet törlar, och familjen törelväxter.
Artens utbredningsområde är KwaZulu-Natal. Inga underarter finns listade i Catalogue of Life.